# Ibn Hayyan
Ibn Ḥayyān, Abū Marwān Ḥayyān b. Khalaf b. Ḥusayn b. Ḥayyān b. Muḥammad b. Ḥayyān b. Wahb b. Ḥayyān al-Qurṭubī  ou connu sous le nom de Ibn Ḥayyān  en arabe - ابن حيان, né à Cordoue en  987 (377 H) et est mort le 28 octobre 1076 (469 H) est un célèbre chroniqueur, historien et adīb d’al-Andalus . Il est l'auteur d'une histoire générale de l'Andalousie de la conquête arabe à son époque,. 

## Biographie
On suppose que sa généalogie remonte à un ancêtre andalou qui se serait converti à l'islam durant la seconde moitié du VIIIe siècle sous le règne de 'Abd al-Rahmān I er. Fils d'un important bureaucrate d'Almanzor, il a été fonctionnaire au service de la dynastie Amiri. Il a rédigé diverses œuvres historiques, conservées de manière partielle et qui constituent une des principales sources pour l'étude de la fin de la dynastie Amiri (qui a conduit à la chute du Califat de Cordoue et a marqué le début des royaumes de taïfas).
Tout comme Ibn Hazm, il a été un défenseur de la dynastie des omeyyades, déplorant sa chute et la rupture conséquente avec le centralisme andalou.

## Œuvres
Ses deux ouvrages les plus importants furent :
- Kitab al-Muktabys (en 10 volumes),
- Kitab al-Matyyn (en 60 volumes).

Ce furent deux sources très importantes pour les historiens ; ils relatent des faits se déroulant principalement en Espagne aux Xe siècle et XIe siècle.